# Günther Reichardt (Bibliothekar)
Günther Reichardt (* 14. April 1909 in Freiburg/Schlesien; † 27. Februar 1979 in Jülich) war ein deutscher Bibliothekar.

## Leben und Wirken
Nach seiner Reifeprüfung an der Oberrealschule in Freiburg/Schlesien studierte Günther Reichardt Germanistik, Physik, Chemie und Biologie an den Universitäten Breslau und Wien und promovierte 1932 an der Universität Breslau im Fach Germanistik. Das Staatsexamen für das höhere Lehramt legte er 1933 ab. Im Jahre 1934 begann er seine Ausbildung für den wissenschaftlichen Bibliotheksdienst zunächst an der Stadtbibliothek Breslau und wechselte 1934 an die Staats- und Universitätsbibliothek Göttingen sowie an die Preußische Staatsbibliothek (1935), wo er 1936 die bibliothekarische Fachprüfung ablegte. Danach war er an zwei verschiedenen Spezialbibliotheken in Berlin tätig. Es folgte die Zeit des Kriegsdienstes und der Gefangenschaft (1940 bis 1945).
Nach dem Zweiten Weltkrieg arbeitete Reichardt zunächst im Schuldienst und Dozent an Einrichtungen der Lehrerbildung. 1951 wechselte er wieder in den Bibliotheksdienst, zunächst an der Öffentlichen Wissenschaftlichen Bibliothek in Berlin; 1955 wurde er Abteilungsdirektor an der Deutschen Staatsbibliothek in Berlin. Von 1956 bis 1959 arbeitete er als Referent bei der Deutschen Forschungsgemeinschaft in Bad Godesberg. Ab 1959 baute er dann die Zentralbibliothek der Kernforschungsanlage in Jülich auf, die er bis 1974 leitete. Bis zu seinem Ruhestand 1975 war er noch kurze Zeit Leiter der Fachhochschulbibliothek Niederrhein in Mönchengladbach.
Reichardt wirkte in verschiedenen bibliothekarischen Gremien, insbesondere in der Arbeitsgemeinschaft der Spezialbibliotheken, deren Vorsitzender er von 1961 bis 1967 war.

## Schriften
- Die innere Form der Romanzen vom Rosenkranz von Clemens Brentano. Heiber, Freiburg i.Schl. 1934 (Dissertation Universität Breslau).
- Die Dauerhaftigkeit des Papiers. In: Zentralblatt für Bibliothekswesen, Bd. 55 (1938), S. 214–224.
- Die Bedeutung der Annotation für Bibliographie und Katalog. In: Heinrich Roloff (Hrsg.): Bibliothek, Bibliothekar, Bibliothekswissenschaft. Festschrift Joris Vorstius zum 60. Geburtstag dargebracht. Harrassowitz, Leipzig 1954, S. 86–109.
- Die gegenwärtigen Aufgaben der allgemeinen wissenschaftlichen Bibliotheken. In: Zentralblatt für Bibliothekswesen, Bd. 68 (1954), S. 165–170.
- Annotierungsprobleme an den wissenschaftlichen Bibliotheken. In: Zentralblatt für Bibliothekswesen, Bd. 68 (1954), S. 401–408.
- (Mitarb.): Curt Fleischhack / Grundriß der Bibliographie. Harrassowitz, Leipzig 1957.
- Die Erschließung der sowjetischen naturwissenschaftlichen Literatur außerhalb der Bundesrepublik. In: Osteuropa. Osteuropa-Naturwissenschaft, Bd. 1 (1957), H. 1, S. 19–26.
- Sowjetische Literatur zur Naturwissenschaft und Technik. Bibliographischer Wegweiser. Steiner, Wiesbaden 1957 (2. erw. Aufl. 1959).
- Grundsätzliches über den Beginn einer wissenschaftlichen Bibliothek. In: Libri, Bd. 9 (1959), S. 125–131.
- Aus der Praxis der Spezialbibliotheken. In: Zeitschrift für Bibliothekswesen und Bibliographie, Bd. 8 (1961), S. 101–113.
- Die innere Form einer Spezialbibliothek. Ein Beitrag zur Frage des Berufsbildes des Bibliothekars. In: Libri, Bd. 12 (1962), S. 8–12.
- Organisation und Literatur der kernwissenschaftlichen Forschung der Sowjetunion. Pr. académiques européennes, Brüssel 1963.
- Zeitschriftenprobleme aus der Sicht einer naturwissenschaftlich-technischen Spezialbibliothek. In: Libri, Bd. 13 (1964), S. 161–169.
- Verzeichnis der Spezialbibliotheken. Mayer, Aachen 1965.
- Moderne Methoden der Informationsvermittlung, besonders auf dem Gebiet der Kerntechnik. In: Nachrichten für Dokumentation, Bd. 20 (1969), H. 3, S. 102–107.
- Verzeichnis neuer technisch-wissenschaftlicher Zeitschriften. NTWZ. Verlag Dokumentation, München-Pullach 1970.
- (Hrsg.): Special libraries worldwide. A collection of papers prepared for the section of special libraries (= IFLA publications, Bd. 1). Verlag Dokumentation, München-Pullach 1974, ISBN 3-7940-4421-5.
- Information und Dokumentation – ein unterentwickeltes Gebiet in der Welt der Ausbildung. In: Dokumentation, Fachbibliothek, Werksbücherei, Bd. 25 (1977), S. 35–40.
- Die Einheitsklassifikation. Ergebnis des Gutachtens über das Projekt. In: Dokumentation, Fachbibliothek, Werksbücherei, Bd. 25 (1977), S. 129–133.
- Library science, a laboratory science? In: Libri, Bd. 28 (1978), S. 338–344.